# 汤吉禾
汤吉禾（Edgar Chi-ho Tang；1902年—）中国教育家，齐鲁大学内迁成都华西坝时期校长（1943-1945）、英士大学校长。

## 生平
汤吉禾出生于1902年，祖籍江西九江。1913-1918年就读于九江圣约翰中学，1918-1923年就读于湖北武昌文华大学（Boone University）, 获文学士。 1923-1925年任教于九江圣约翰中学，兼上海《大陆报》通讯记者。1925年，江西省政府派他赴美考察美国教育。
汤吉禾就读于密苏里大学，1927年获新闻学士与硕士，同时兼旧金山中文日报《中国青年》通讯员。随后在哥伦比亚大学法学院学习公法，不久转入哈佛大学，1929年获硕士，1932年获政治学博士学位。1927-1932年又担任哈佛燕京图书馆编目员。1930年任波士顿大学中国文化讲师。1931-1932波士顿世界和平基金会远东问题讲师。1932年成婚，同年经欧洲回国。
1932年汤吉禾回国后，被聘为国立中央大学政治系教授。1943-1945年在成都任齐鲁大学校长两年。差会选择他，是因为他们觉得齐鲁大学应该全国化，需要更多的外省籍人士。但是汤吉禾严格的纪律，使其与学生甚至教师之间出现了问题。1945年，汤吉禾休假一年，“赴美参加战后规划”。他离开了齐鲁校园，但并未赴美，而是进入国民政府军事委员会，任蒋介石侍从室英文秘书。1947年6月，教育部委派汤吉禾担任浙江金华英士大学校长。1948年5-6月，英士大学发生学潮“迁校复医罢汤运动”，要求迁校、恢复医学院、罢免汤吉禾。1949年2月，汤吉禾辞去校长职务，校长由邓传楷接任。
1949年以后关于汤吉禾的情况不明。

## 著作
- 《中国的宪政问题》，哈佛燕京图书馆
- 《中国审查员的建立》，哈佛燕京图书馆
- 《中国的对外关系－著作文献提要》，哈佛燕京图书馆